# Naaldsnavelheremietkolibrie
De naaldsnavelheremietkolibrie (Phaethornis philippii) is een vogel uit de familie Trochilidae (kolibries). Deze vogel is genoemd naar de Italiaanse zoöloog Filippo de Filippi.

## Verspreiding en leefgebied
Deze soort komt voor in oostelijk Peru, noordelijk Bolivia en westelijk Brazilië ten zuiden van de Amazonerivier.